# St. Michael (Waalhaupten)

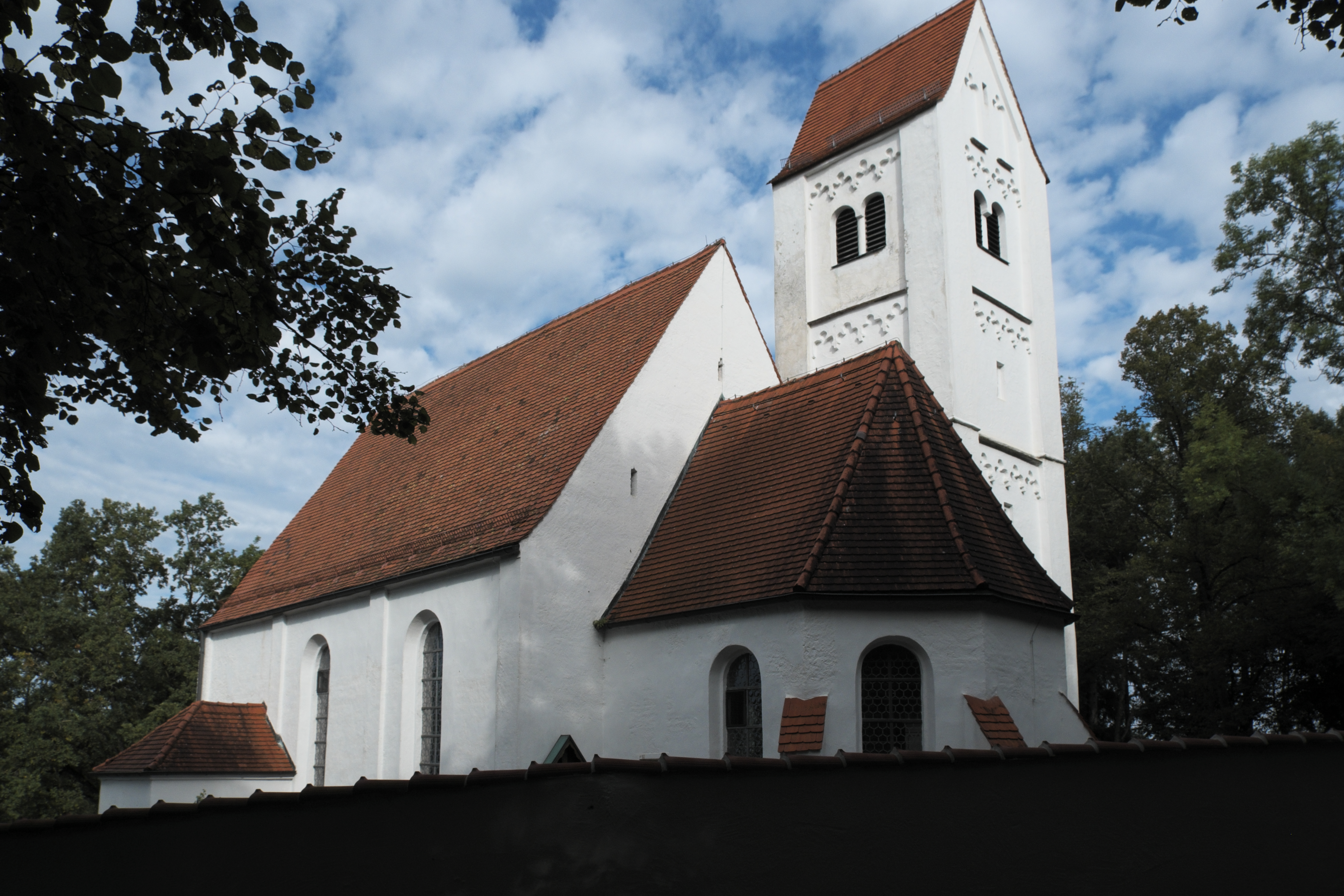
Filialkirche St. Michael, 2017

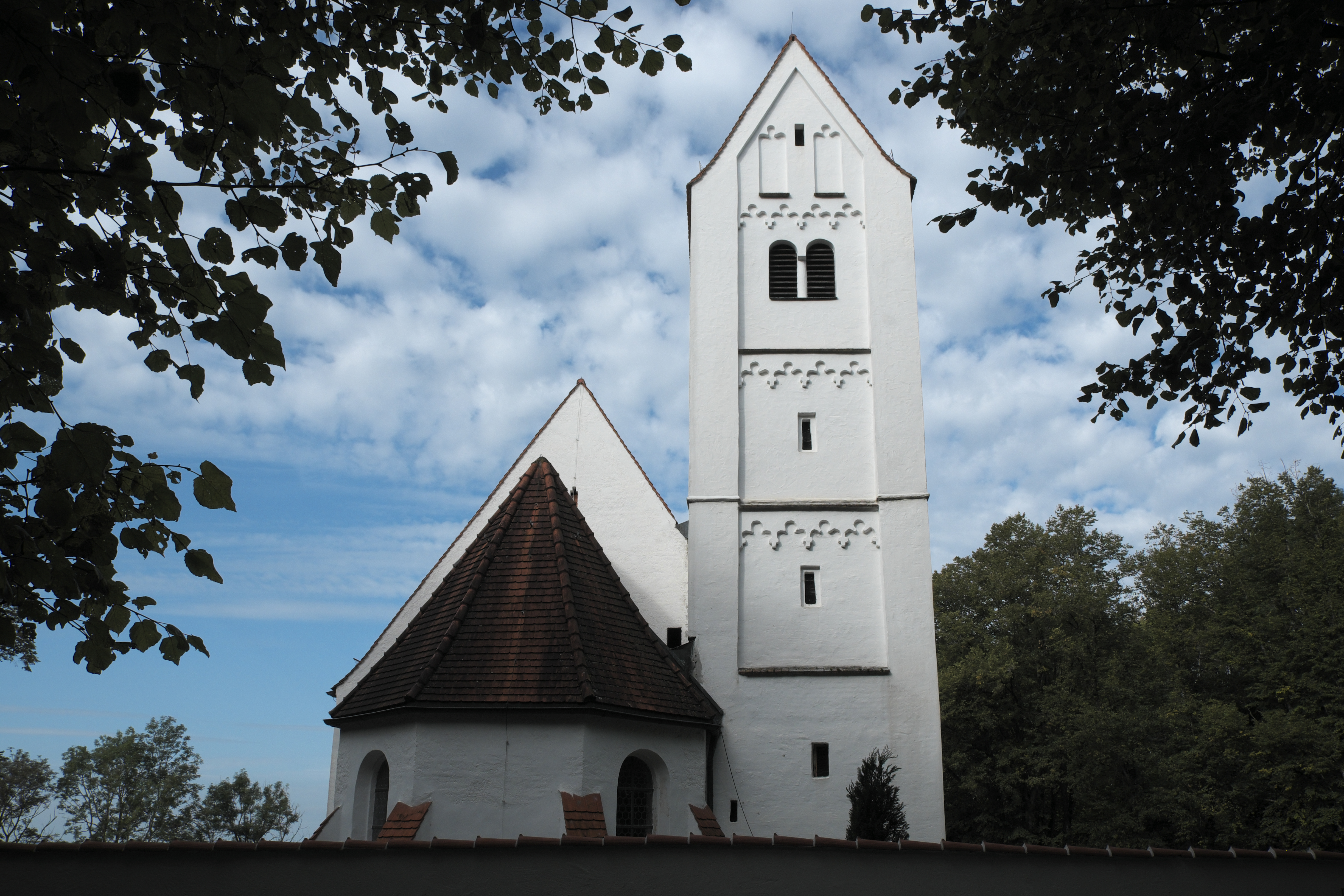
Glockenturm

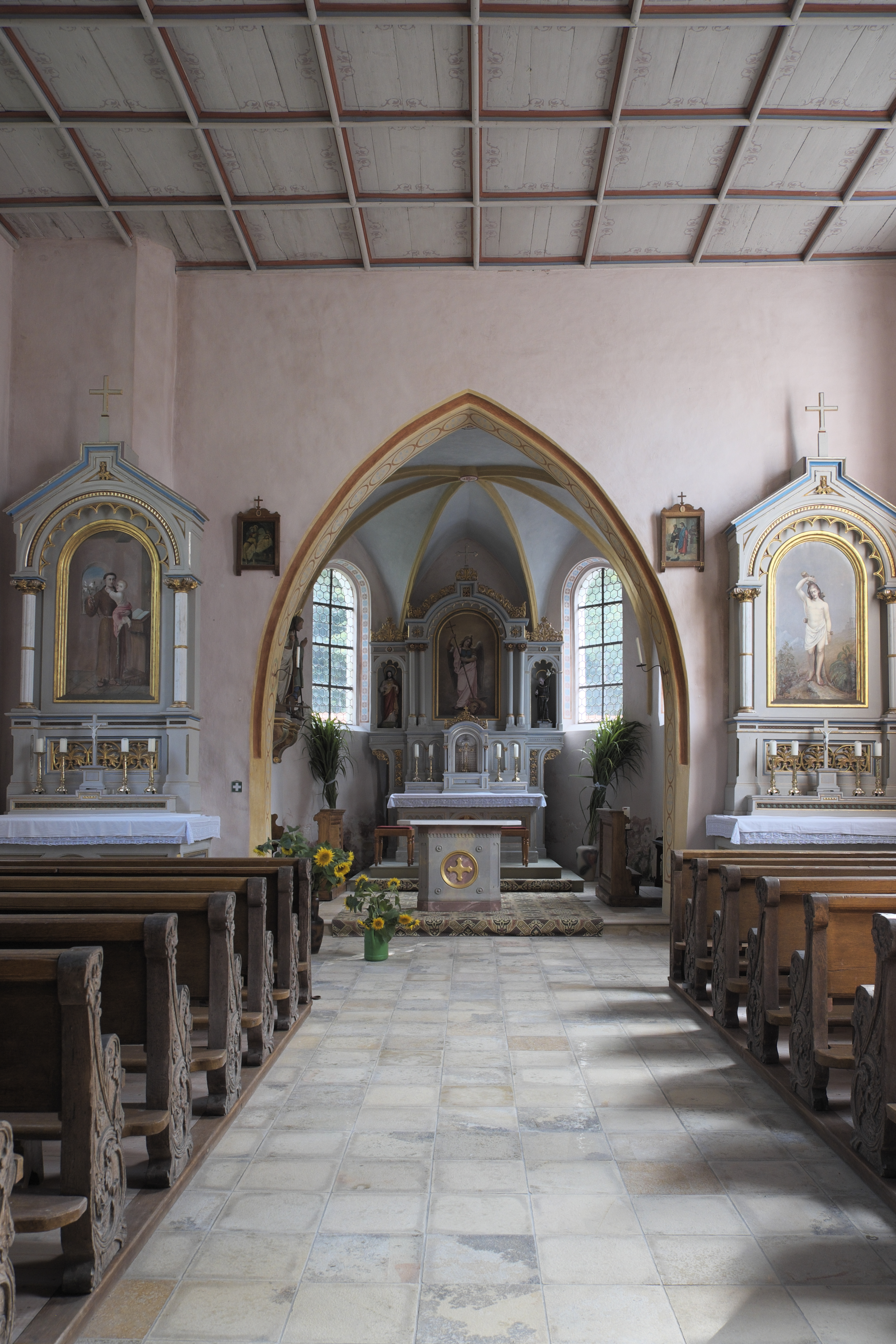
Innenraum

Die katholische Filialkirche St. Michael in Waalhaupten, einem Ortsteil von Waal im bayerischen Landkreis Ostallgäu, ist ein gotischer Bau aus der ersten Hälfte des 15. Jahrhunderts, der um 1700 erneuert wurde. Die ehemalige Pfarrkirche und heutige Friedhofskirche ist dem Erzengel Michael geweiht. In der Kirche sind Wandmalereien aus dem frühen 16. Jahrhundert erhalten. Das Gebäude ist ein geschütztes Baudenkmal.

## Architektur
Im nördlichen Chorwinkel steht der mit einem Satteldach gedeckte Glockenturm, dessen obere Stockwerke  durch Kleeblattbogenfriese gegliedert sind. Das Glockengeschoss wird auf allen vier Seiten von einem rundbogigen Zwillingsfenster durchbrochen.
Das einschiffige Langhaus besitzt eine schlichte Felderdecke. Der eingezogene, fünfseitig geschlossene Chor, zu dem ein spitzer Chorbogen führt, wird von einem Kreuzrippengewölbe gedeckt. Den westlichen Abschluss des Langhauses bildet eine Empore, die auf Holzsäulen aufliegt und auf der die Orgel eingebaut ist.

## Wandmalereien
Im nördlichen Langhaus sind Wandmalereien erhalten, die um 1520 datiert werden. Auf der Höhe der Empore ist ein riesenhafter Christophorus dargestellt, der das Jesuskind trägt. Daneben sind in drei übereinander liegenden Reihen Szenen der Passion zu sehen. Die Malereien werden unterbrochen durch zwei Fenster, die später in die Wand eingeschnitten wurden, und den Einbau der Kanzel.

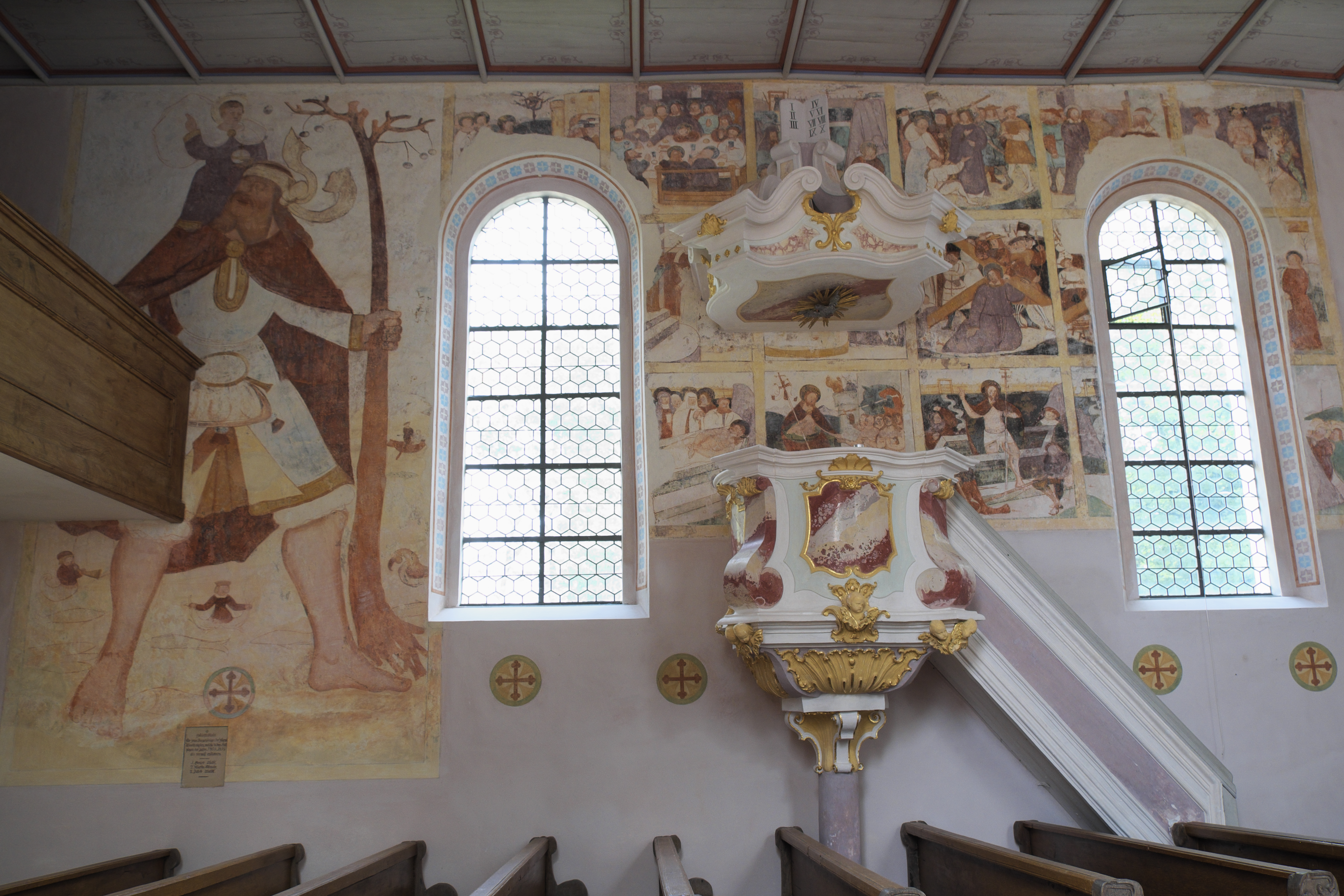
Nördliche Langhauswand
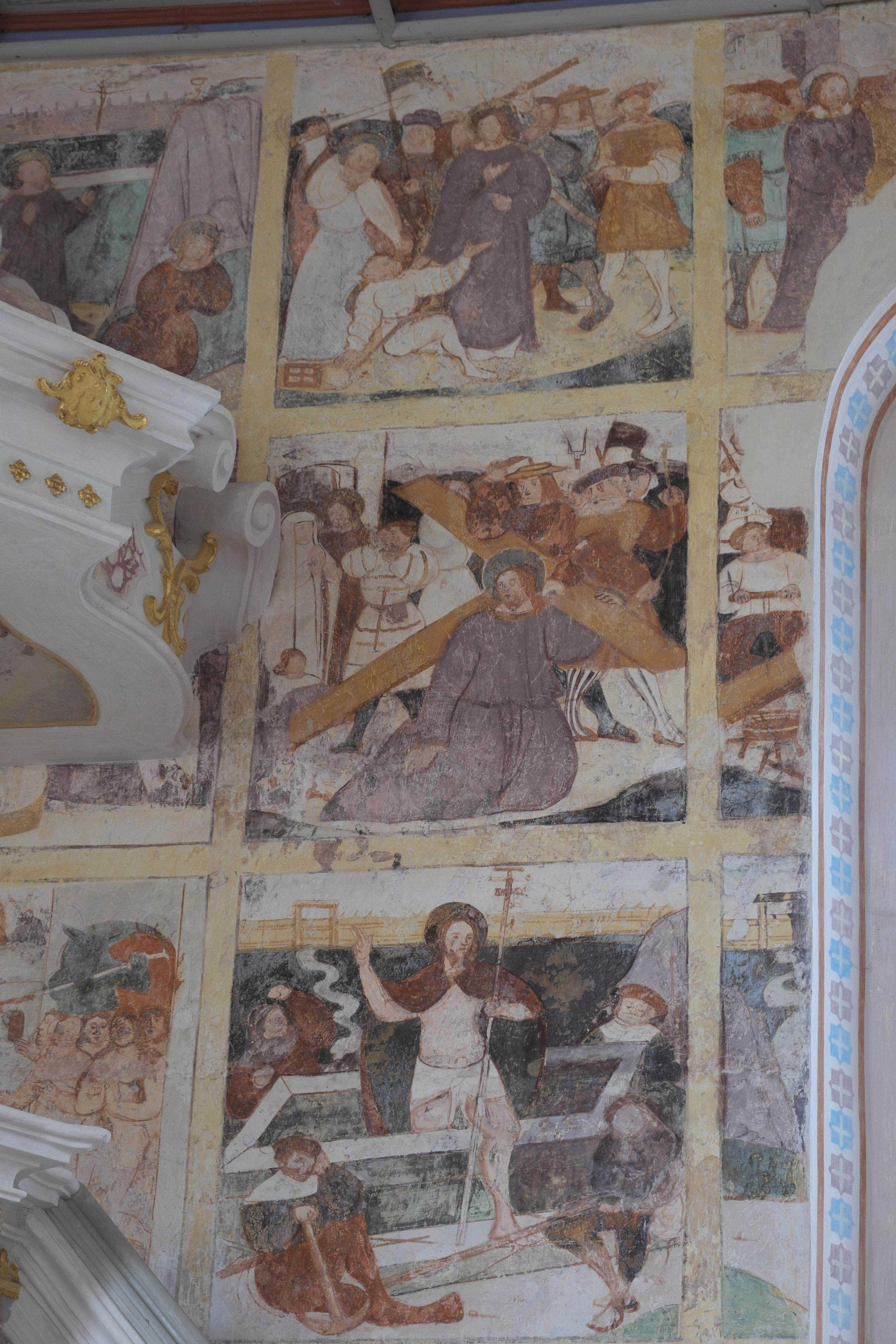
Wandmalerei
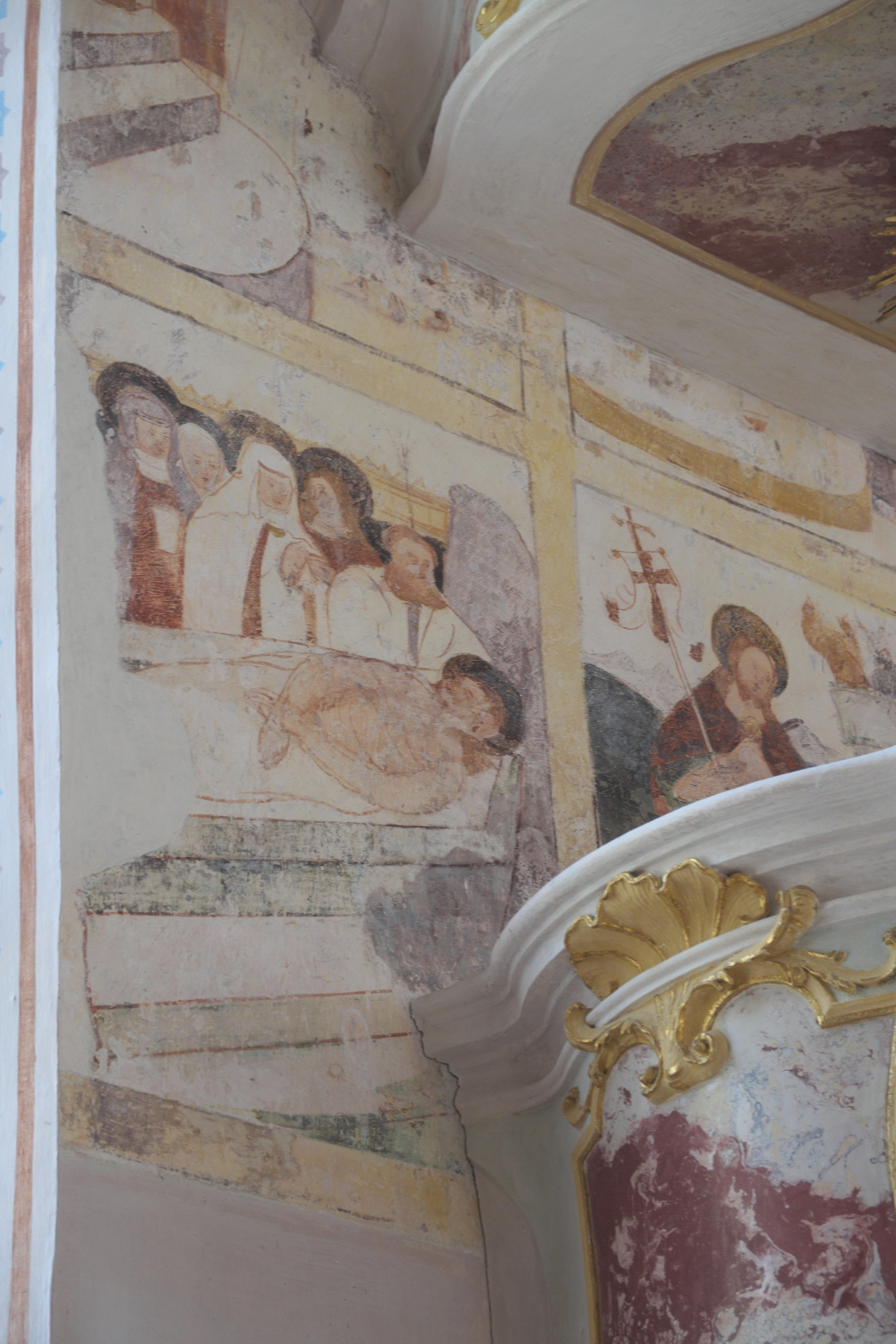
Wandmalerei

## Ausstattung

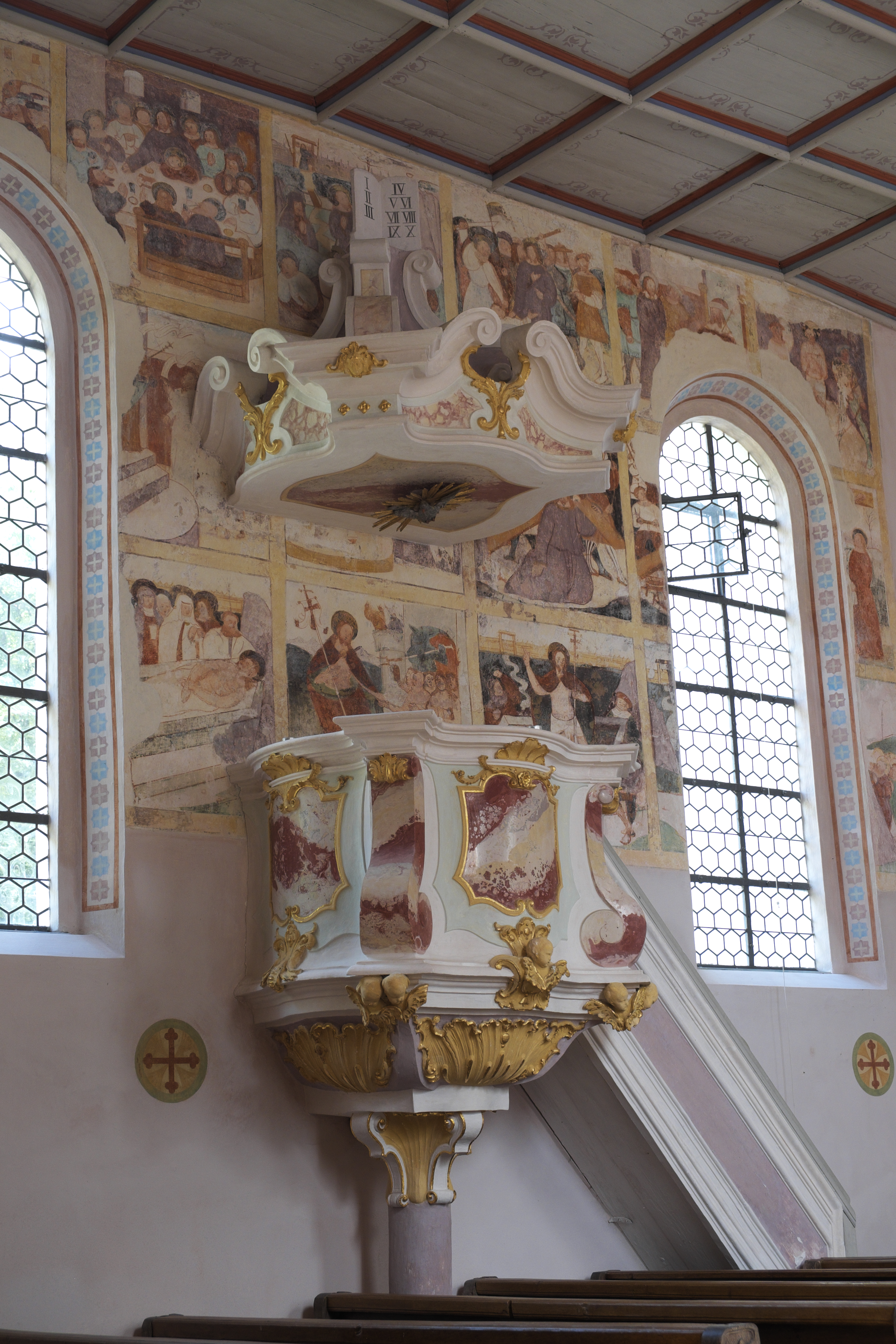
Kanzel

- Das Kruzifix an der Südseite des Langhauses wird um 1570/80 datiert.
- Das Gemälde im Zentrum der Holzdecke des Langhauses stellt den Schutzpatron der Kirche, den Erzengel Michael, dar. Er hält in seiner Rechten das Flammenschwert und in seiner Linken eine Kette, die dem besiegten Luzifer unter seinen Füßen um den Hals gelegt ist. Das Bild wird in die erste Hälfte des 18. Jahrhunderts datiert.
- Die Kanzel aus Stuckmarmor stammt aus dem dritten Viertel des 18. Jahrhunderts.
- Der fünfteilige Orgelprospekt aus dem dritten Viertel des 18. Jahrhunderts war bis 1880 in der Pfarrkirche Zur Schmerzhaften Muttergottes eingebaut.
- Der Hauptaltar und die beiden Seitenaltäre sind im Stil der Neuromanik ausgeführt.

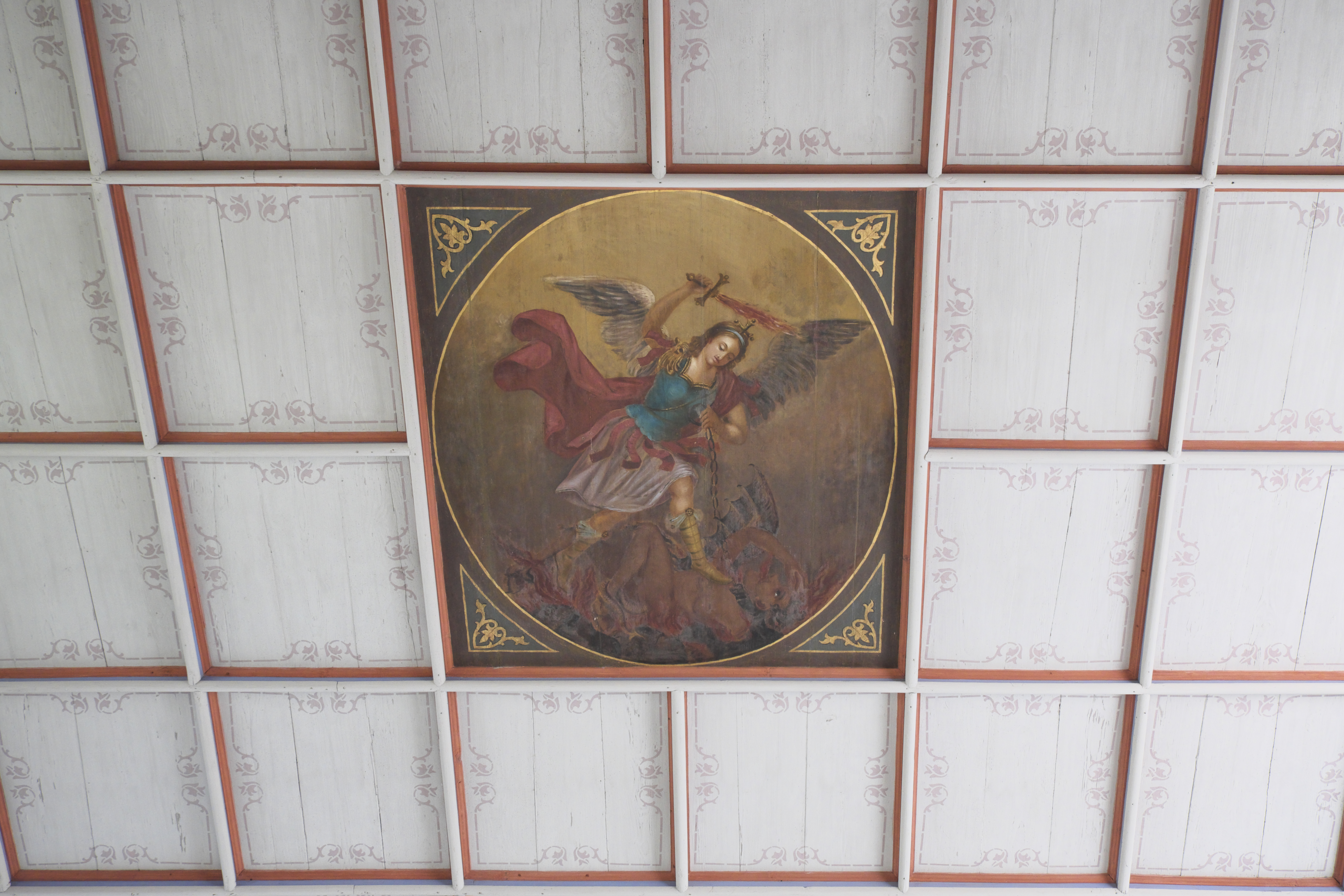
Erzengel Michael
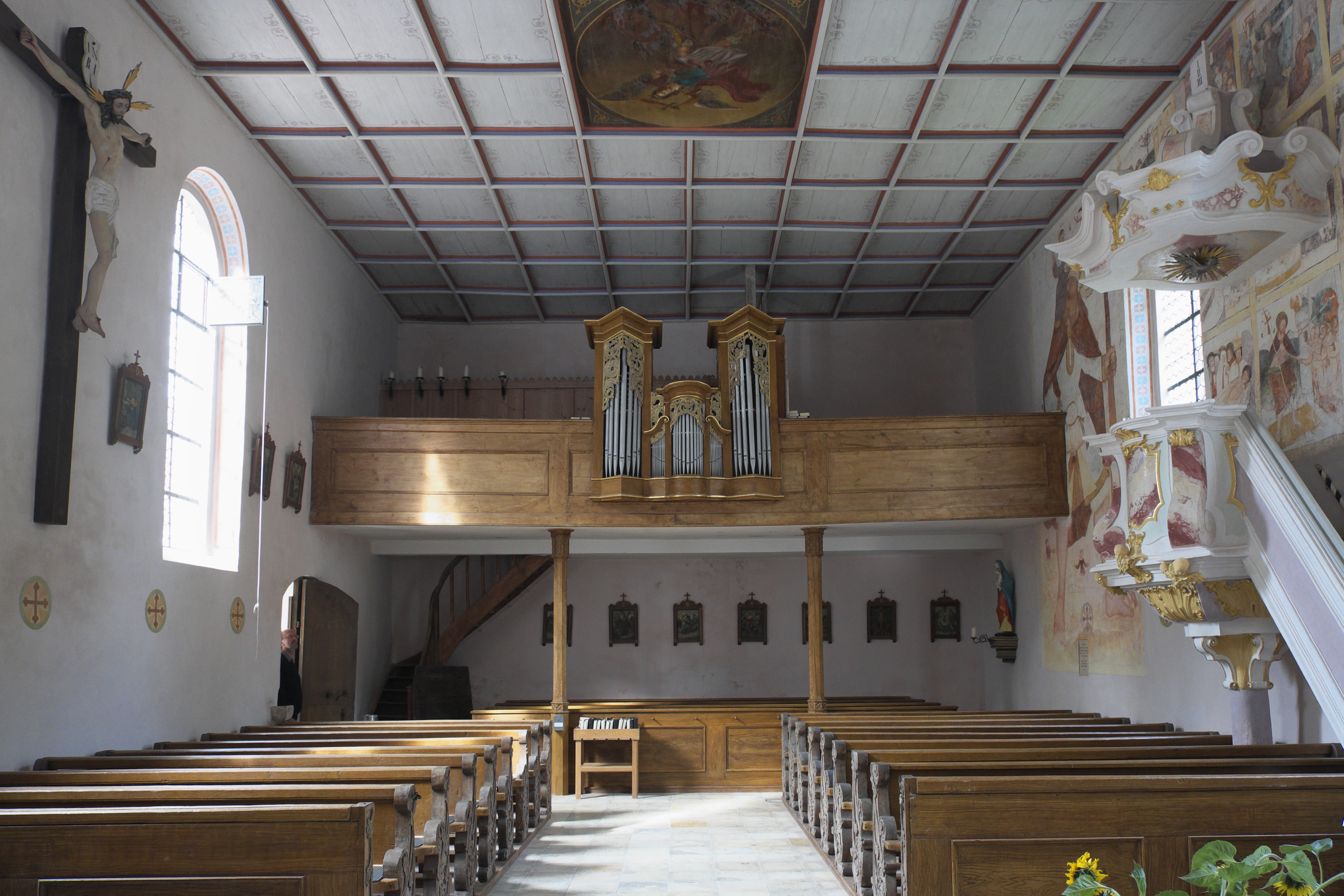
Innenraum und Empore
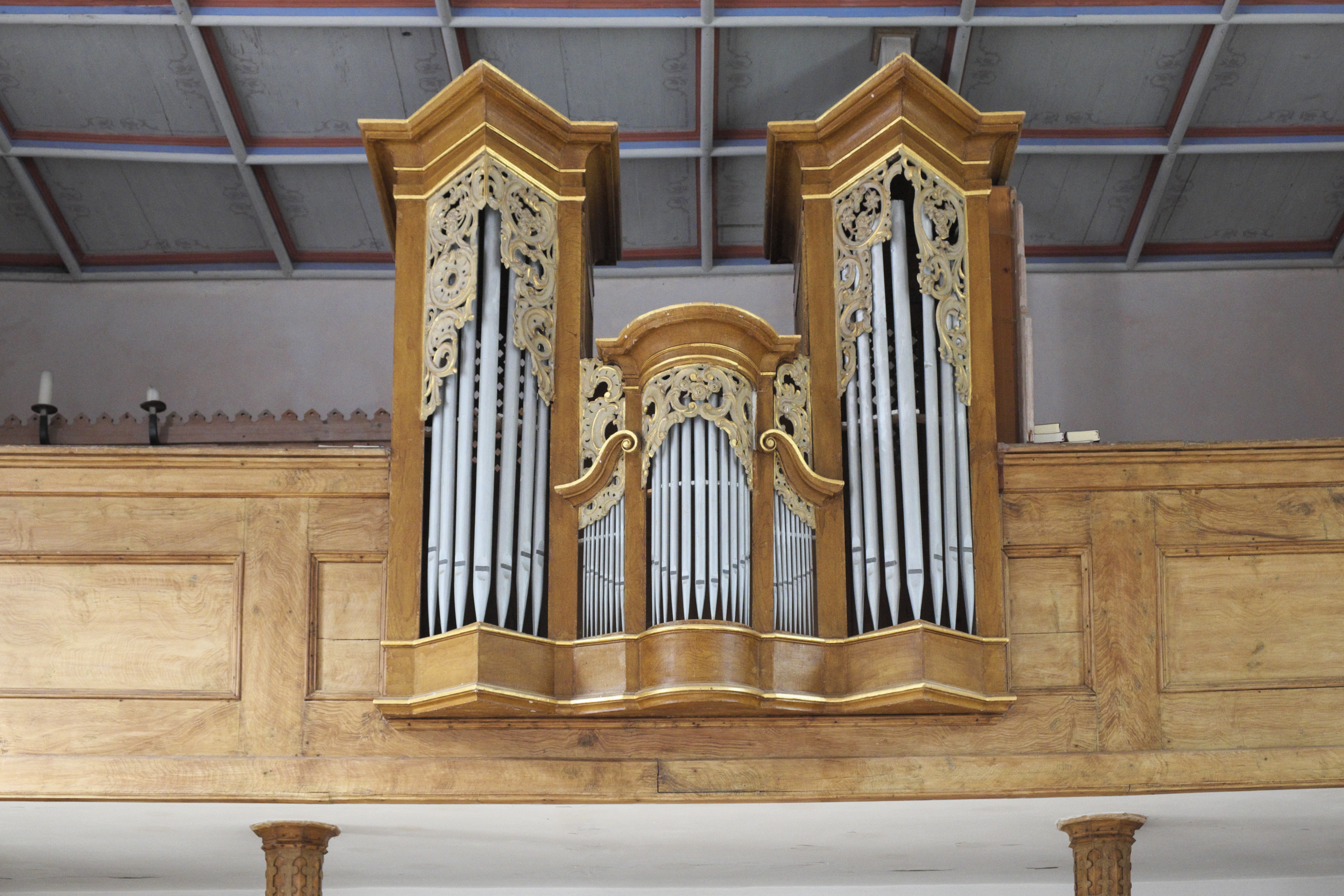
Orgelprospekt